# Astragalus basilii
Astragalus basilii es una especie de planta del género Astragalus, de la familia de las leguminosas, orden Fabales.
Fue descrita científicamente por R. V. Kamelin & S. S. Kovalevskaya.